# Georg Herman Sieveking

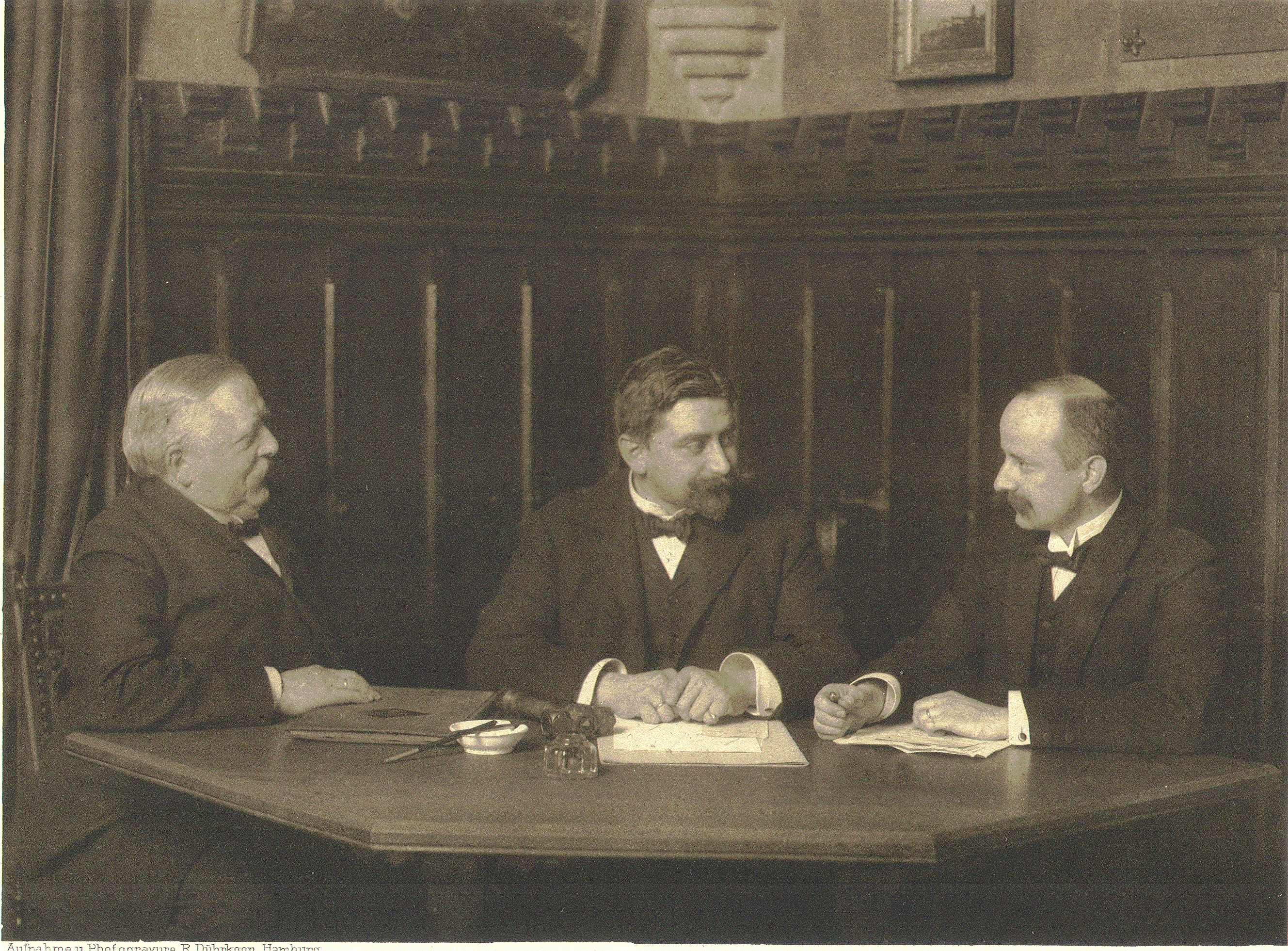
Der Vorstand der patriotischen Gesellschaft, Hamburg 1905, Sieveking auf der linken Position

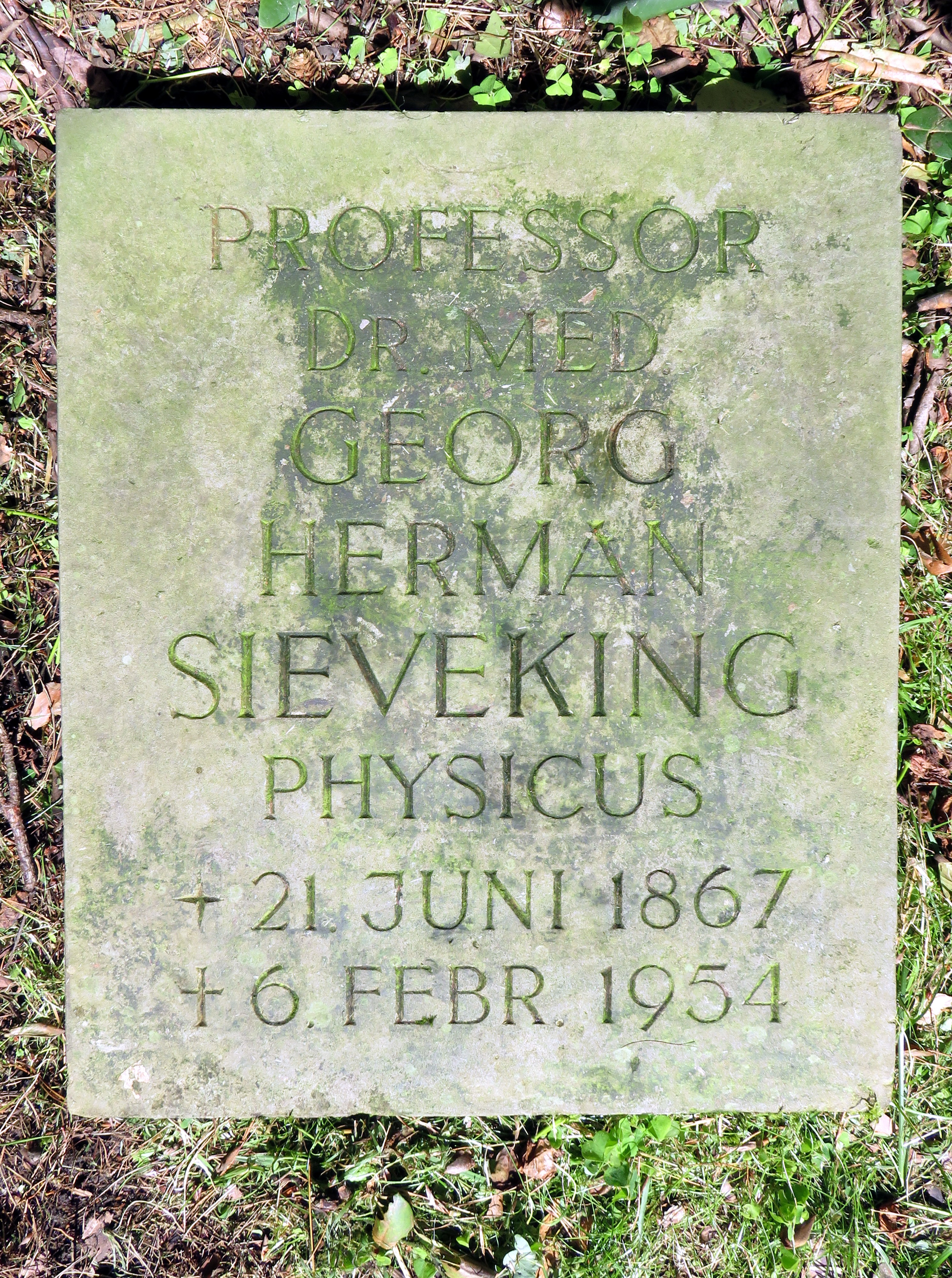
G. Herman Sieveking Familiengrabanlage Friedhof Ohlsdorf

Georg Herman Sieveking (* 21. Juni 1867 in Hamburg; † 6. Februar 1954 ebenda) war ein deutscher Arzt und Politiker.

## Leben
Sieveking besuchte erfolgreich das Matthias-Claudius-Gymnasium. Er war von 1887 bis 1888 Einjährig-Freiwilliger im Großherzoglich Mecklenburgischen Grenadier-Regiment Nr. 89 in Schwerin.
Nach einem Medizinstudium in Freiburg, München und Straßburg promovierte Sieveking 1891. 1892 erhielt er eine Stelle als Assistenzarzt in Straßburg, wechselte 1893 an das Allgemeine Krankenhaus Eppendorf und ließ sich 1895 als praktischer Arzt in Hamburg nieder. 1901 wurde er zum Stadtarzt und Physikus berufen. Er war im Vorstand der Patriotischen Gesellschaft von 1765 und betätigte sich auch schriftstellerisch; u. a. verfasste er eine dreibändige Geschichte der Familien Sieveking und Chapeaurouge.
Von 1915 bis 1927 gehörte Sieveking der Hamburgischen Bürgerschaft als Mitglied der „Fraktion der Rechten“, ab 1919 als Mitglied der Deutschen Volkspartei an.
1936 ging er zunächst in den Ruhestand, wurde aber im September 1939 zurückgerufen. Er übernahm kommissarisch die Leitung des Hauptgesundheitsamtes und war als Amtsarzt für die Begutachtung der Kinderfachabteilungen in Langenhorn und Rothenburgsort zuständig. 
Nach Ende des Zweiten Weltkrieges wurde er erneut in den Ruhestand versetzt. Zusammen mit Wilhelm Bayer, Werner Catel und anderen Beteiligten an der Hamburger Kinder-Euthanasie wurde gegen ihn 1948/1949 ein Ermittlungsverfahren eingeleitet, es kam aber zu keiner Hauptverhandlung.
Der Hamburger Bürgermeister Kurt Sieveking war sein Sohn, Johannes Hermann Sieveking war sein Vater und  Karl Sieveking war sein Großvater.